# قائمة بطاركة كنيسة المشرق
قائمة بطاركة كنيسة المشرق الذين عرفوا أيضاً ببطاركة بابل وبطاركة الشرق وبطاركة كنيسة فارس، وهم البطاركة الذين تولوا منصب رئاسة كنيسة المشرق منذ تأسيسها في القرن الأول الميلادي والمنسوب تأسيسها إلى القديس توما الرسول أحد تلامذة المسيح، ويتضمن هؤلاء البطاركة أيضاً بطاركة الكنيسة الكلدانية الكاثوليكية وكنيسة المشرق الآشورية. وهذه الكنيسة هي الكنيسة التي اعتنقت تعاليم نسطور في القرن الخامس، وتُعتبر كنيستا المشرق الآشورية وكنيسة المشرق القديمة الكنيستان الوحيدتان اللتان تعتنقان النسطورية الآن.

## البطاركة
- توما الرسول (القرن الأول)
- آداي (القرن الأول)
- أجاي (66-81)
- ماري الرسول (81-87)
- أبريس (121-148)
- إبراهيم الكشكري (149-171)
- يعقوب الأول (171-190)
- عبد المسيح (191-203)
- أحدبوي (204-220)
- شهلوفا (220-266)
- أجاي الثاني (267-280)
- بابا بر أجاي (280-316)
- شمعون برصباعي (337-341)
- شهدوست (342-343)
- بارباشمين (343-346)
- تومارسا (347-370)
- قيوما (370-399)
- إسحاق (399-410)
- أخا (411-414)
- يهبلاها الأول (415-420)
- منا (420)
- فربوخت (421)

البطاركة التاليين انفصلوا عن بقية الكنائس واتخذوا المذهب النسطوري ولقبوا أنفسهم بلقب كاثوليكوس:
- داديشوغ الأول (422-456)
- بابواي (457-484)
- برصوما (484-485)
- أكاسيوس (486-496)
- باباي (497-503)
- شيلا (503-523)
- إيليشا (524-537)
- نرساي (524-537) (منقسم)
- بولص (538-539)
- أبا الأول (540-552)

البطاركة التاليين اتحدوا مع بقية الكنائس واتخذوا تعاليم مجمع خلقيدونية:
- يوسف (552-567)
- حزقيال (567-581)
- إيشوعياب الأول (582-595)
- سبريشوع الراهب (596-604)
- غريغوري (605-609)
- باباي الكبير بالمشاركة مع أبا قزوما (610-628)

البطاركة التاليين انفصلوا عن بقية الكنائس في الغرب وعادوا إلى النسطورية ولقبوا أنفسهم بكاثوليكوس، وبنفس الوقت انفصل عنهم البطاركة المفرانيين:
- إيشوعياب الثاني (629-645)
- ماريمه (646-649)
- إيشوعياب الثالث الحديابي (650-659)
- غيورغس الأول (660-680)
- يوحنان الأول (680-683)

(683-685) شاغر
- حنانيشوع الأول (686-689)
  - يوحنان جربا (691-693) بطريرك منفصل

(698-714) شاغر
- صليبا زخا (714-728)

(728-731) شاغر
- بثيون (731-740)
- أبا الثاني (741-751)
- سورين (752-753)
- يعقوب الثاني (753-773)
- حنانيشوع الثاني (773-780)

البطاركة التاليين هم من أتخذوا بغداد كمركز لكنيسة المشرق بدلاً من قطسيفون (المدائن):
- طيموثاوس الأول (780-823)
- إيشوع بر نون (823-828)
- غيورغس الثاني (829-831)
- سبريشوع الثاني (831-835)
- إبراهيم الثاني (836-850)

(850-853) شاغر
- ثيودوسيوس (854-858)

(858-860) شاغر
- سرجيس (860-872)

(872-877) شاغر
- إسرائيل الكشكري (877)
- إنوش (877-884)
- يوحنان الثاني (884-891)
- يوحنان الثالث (892-899)
- يوحنان الرابع (899-905)
- إبراهيم الثالث الباجرمي (906-937)
- عمانوئيل الأول (937-960)
- إسرائيل الثاني (961)
- عبديشوع الأول (962-986)
- ماري الثاني (987-999)
- يوحنان الخامس (1000-1011)
- يوحنان السادس (1012-1016)

(1016-1020) شاغر
- إيشوعياب الرابع (1020-1025)

(1025-1028) شاغر
- إيليا الأول (1028-1049)
- يوحنان السابع (1049-1057)

(1057–1064) شاغر
- سبريشوع الثالث (1064-1072)
- عبديشوع الثاني (1073-1090)
- مكيخا الأول (1091-1110)
- إيليا الثاني (1111-1132)
- برصوما الثاني (1133-1136)

(1136–1139) شاغر
- عبديشوع الثالث (1140-1148)
- إيشوعياب الخامس (1149-1176)
- إيليا الثالث (1177-1190)
- يهبالاها الثاني (1190-1222)
- سبريشوع الرابع (1222-1224)
- سبريشوع الخامس (1225-1256)
- مكيخا الثاني (1257-1265)
- دنحا الأول (1265-1281)
- يهبالاها الثالث (1282-1317) وهو أول بطريرك مغولي وقد قام بنقل مركز البطريركية إلى مدينة مراغة
- طيموثاوس الثاني (1318-1332)

(1332-1336) شاغر
- دنحا الثاني (1337-1365)
- شمعون الثاني (1365-1392)

(1393-1402) شاغر
- شمعون الثالث (1403-1407)

(1407-1437) شاغر بسبب الاضطهاد
- إيليا الرابع (1437)
- شمعون الرابع الباصيدي (1438-1496) وهو من قام بحصر كرسي البطريركية لعائلته، مما تسبب بالخلاف حول وراثته والذي ادى لاحقاً إلى انقسام كنيسة المشرق
- شمعون الخامس (1497-1501)
- إيليا الخامس (1501-1503)
- شمعون السادس (1504-1538)
- شمعون السابع (1539-1558) في عهدة انقسمت كنيسة المشرق وتأسست الكنيسة الكلدانية الكاثوليكية

## بطاركة ما بعد الانقسام
أدى الخلاف حول توريث كرسي كنيسة المشرق لعائلة شمعون الباصيدي إلى الخلاف بين الأساقفة. ومن خلال التواصل مع الكنيسة الرومانية الكاثوليكية قام مجموعة أساقفة بقيادة يوحنا سولاقا بالإنفصال عن كنيسة المشرق وقاموا بتأسيس الكنيسة الكلدانية الكاثوليكية. لكن في وقت لاحق قام رأس كرسي الكنيسة الكلدانية الكاثوليكية أنذاك شمعون العاشر إيليا بالإنفصال عن روما واعتناق النسطورية في حوالي سنة 1600 وقام بنقل كرسي الكنيسة الكلدانية من ديار بكر إلى قودجانس في هكاري وحصر كرسي الكنيسة لعائلته. وعلى الرغم من انفصالهم عن روما الا أنهم استمروا باتخاذ لقب بطريرك الكلدان. الأساقفة الكاثوليك في وقت لاحق عينوا يوسف الأول كبطريرك وألذي اتحد كرسيه فيما بعد بالكرسي الأصلي لكنيسة المشرق والعائد لعائلة شمعون الباصيدي في حوالي سنة 1830.
| 1. كرسي ألقوش-الموصل-بغداد - إيليا السابع (1558-1591) وهو من قام بنقل كرسي الكنيسة من مراغة إلى كرمليس وثم استقر في ألقوش - إيليا الثامن (1591-1617) تواصل مع الكنيسة الرومانية الكاثوليكية لأجل الاتحاد لكن المفاوضات بينهم فشلت. - إيليا التاسع بالمشاركة مع شمعون السادس (1617-1660) تواصلوا أيضاً مع روما لأجل الاتحاد لكن مفاوضاتهم فشلت أيضاً. - إيليا العاشر بالمشاركة مع يوحنان ماروجين (1660-1700) - إيليا الحادي عشر بالمشاركة مع ماروجين (1700-1722) - إيليا الثاني عشر بالمشاركة مع دنحا (1722-1778) - إيليا الثالث عشر بالمشاركة مع إيشوعياب (1778-1804) - يوحنان الثامن (1804-1830) وألذي اتحد لاحقاً مع روما ليصبح بطريرك الكنيسة الكلدانية الكاثوليكية أيضاً وكان أول من لقب ببطريرك بابل على الكلدان. - نيكولاس زيا (1839-1846) وهو من قام بنقل كرسي الكنيسة إلى الموصل. - يوسف الرابع أودو (1847-1878) - إيليا الثالث عشر عبو اليونان (1878-1894) - عوديشو الخامس (1894-1899) - يوسف عمانوئيل الثاني توما (1900-1946) - يوسف السابع غنيمة (1946-1958) وهو من قام بنقل كرسي البطريركية إلى بغداد في سنة 1952. - بولس الثاني شيخو (1958-1989) - روفائيل بيداويد (1989-2003) - عمانوئيل الثالث دلي (2003-2012) - لويس روفائيل الأول ساكو (2012-حتى الآن) | 2. كرسي ديار بكر-سعرد-قودجانس-شيكاغو-أربيل - يوحنا سولاقا (1553-1555) وهو ألذي اعتنق الكاثوليكية واتخذ من ديار بكر مقر لكرسيه. - عبديشوع الرابع مارون (1556-1570) قام بنقل الكرسي من ديار بكر إلى سعرد. - يهبالاها الخامس (1570-1580) - شمعون التاسع دنحا (1580-1600) - شمعون العاشر إيليا (1600-1638) قام بنقل كرسي الكنيسة أولا إلى سلماس وثم استقر في قودجانس في هكاري. حصر كرسي الكنيسة لعائلته وسحبت روما اعترافها به. - شمعون الحادي العاشر إيشوع (1638-1656) - شمعون الثاني عشر يولاها (1656-1662) - شمعون الثالث عشر دنخا (1662-1700) ترك الكاثوليكية واعتنق النسطورية لكنه استمر هو وخلفائه باستخدام لقب بطريرك الكلدان أيضا. - شمعون الرابع عشر شليمون (1700-1740) - شمعون الخامس عشر ميخائيل موختاس (1740-1780) - شمعون السادس عشر يوحنان (1780-1820) - شمعون السابع عشر أورها (1820-1861) - شمعون الثامن عشر روبيل (1861-1903) أعترف به من قبل الكنيسة الكلدانية السريانية في الهند - شمعون التاسع عشر بنيامين (1903-1918) قتل أثناء الحرب العالمية الأولى من قبل سمكو شيكاك - شمعون العشرون بولوس (1918-1920) نقل مركز الكنيسة إلى الموصل - شمعون الثالث والعشرون إيشاي (1920-1975) بعد مجزرة سميل نقل كرسي كنيسته مؤقتا في البداية إلى قبرص وثم لندن وثم شيكاغو، تم اغتياله من قبل أحد أعضاء الاتحاد الآشوري العالمي. - دنخا الرابع خننيا (1976-2015) كان أسقف طهران، قام بتغيير اسم الكنيسة إلى كنيسة المشرق الآشورية وترك النظام الوراثي لعائلة شمعون التاسع دنحا. - كوركيس الثالث صليوا (2015-2021) قام بنقل كرسي الكنيسة من شيكاغو إلى أربيل. - آوا روئيل (2021-حتى الآن) | 3. كرسي ديار بكر - يوسب الأول (1681-1696) بعد اعتناق شمعون العاشر إيليا للنسطورية، تواصل الأساقفة الكاثوليك مع روما لإنتخاب بديل له، فتم اختياره هو ليصبح بطريرك الكنيسة الكلدانية الكاثوليكية واتخذ من ديار بكر مقر لكرسيه. - يوسف الثاني (1696-1713) - يوسف الثالث (1713-1757) - يوسف الرابع (1757-1780) - يوسف الخامس (1780-1727) بعد وفاته اتحد كرسيه مع كرسي يوحنان الثامن هرمزد وألذي كان قد اعتنق الكاثوليكية هو الآخر وتم نقل كرسي الكنيسة إلى ألقوش. | 4. كرسي كنيسة المشرق القديمة - توما درمو (1968-1969) تم تأسيس كرسي كنيسة المشرق القديمة بعد انفصالها عن كرسي مار ايشاي بسبب خلافهم حول توحيد الأعياد مع الكنائس الغربية. - أدي الثاني جيورجيس (1970-2020) قام بنقل كرسي الكنيسة إلى بغداد. - كوركيس الثالث يونان (2020-حتى الآن) |